# Европейско наводнение (2005)
Наводнението в Европа от 2005 г. се разразява най-силно в Румъния, България, Швейцария, Австрия и Германия, както и няколко други страни от Централна и Югоизточна Европа.
Бедствието се разразява по време на големите горски пожари в Португалия, които отнемат живота на 15 души и дни преди ураганът Катрина да удари САЩ.

## Жертви
Общият брой на жертвите е 62, от които 31 в Румъния, 20 в България, 6 в Швейцария и по 5 в Австрия и Германия. Хиляди хора са евакуирани от домовете им. Наводнението е най-тежкото в Европа след наводнението от 2002 г.

## Засегнати региони

### Румъния
Румъния е най-засегната страна от наводнението и посреща най-мощните дъждове, като губи най-много граждани (31 румънци загиват в наводненията). Щетите са оценени на над 1,5 млрд. евро.
Дъждовете са особено силни в окръг Харгита, където отделни градове за залети и откъснати от останалата част на страната от средата до края на август. Дъждовете са най-силни от 24 до 25 август, когато умират 10 души, 5 други са обявени за изчезнали и общо 1400 домакинства са наводнени. Други окръзи, които са значително наводнени, са Муреш, Прахова, както и град Бистрица.
Град Търгу Муреш, важен регионален център, е засегнат от преливащите води на близката река, но все пак няма големи поражения по инфраструктурата на града.
В северозападната част на страната окръзите Бихор и Клуж са също засегнати, но в много по-лека степен, отколкото Харгита. В Клуж са наводнени над 100 домакинства, като щетите са съсредоточени около град Турда. Железопътните линии са затворени в цялата страна.
В средата на август в Североизточна Румъния се изливат много дъждове и 1473 души са евакуирани от домовете си в окръзи Яш Сучава и Ботошани от 16 август нататък. Наводнени са в Сучава 550 км пътища и над 600 моста, както и 520 къщи, 16 от които напълно са разрушени. Някои комуникационни мрежи, електропроводи, оптични кабели са засегнати или напълно прекъснати.

### Алпийски страни
В швейцарската столица Берн се налага евакуацията на 400 жители, след като река Аар разкъсва дигите си. Някои села в Алпите са напълно откъснати, като например Лаутребрунен. За да излезеш от него можеш да минеш само през тесен проход, който побира само пътя, железопътната линия и реката. Заради наводнението реката изпълва целия проход и хиляди туристи остават откъснати от останалата част. Налага се използване на вертолет, с който да преминат високите части на прохода.
В австрийските провинции Тирол и Форарлберг много територии са залети от вода. Долните части на река Рейн преливат и засягат швейцарския кантон Граубюнден, както и части от Форарлберг. Река Дунав и нейните притоци преливат на много места и наводняват части от Германия, в частност Бавария. Няколко наводнения и свлачища са регистрирани в Долна Австрия и Щирия. Заради наводненията са затворени много проходи в Швейцария и Австрия.

### Други страни
Полша (с разрушени 7 моста) и Словения също са засегнати. Град Модош в Сърбия е опустошен от наводненията.
От последвалото разширение на наводненията са засегнати Молдова и България. 3 месеца в България вали периодично. През това време е отнет животът на 20 души, 14 000 души остават без дом. По-късно е ударена от силни дъждове през август (обикновено много сух месец) и, въпреки че не са така големи като по-рано, все пак са нанесени поражения по земеделието, което води до високи цени на плодовете и зеленчуците на пазарите. Молдова също е ударена от силни, поройни дъждове през август.